# Spelobia talis
Spelobia talis är en tvåvingeart som beskrevs av Rohacek 1983. Spelobia talis ingår i släktet Spelobia och familjen hoppflugor.
Artens utbredningsområde är Schweiz. Inga underarter finns listade i Catalogue of Life.